# Microsoft Surface
 (janvier 2023).
Pour la table tactile anciennement dénommée Microsoft Surface, voir Microsoft PixelSense.
Microsoft Surface est une marque de tablettes, PC, smartphones et accessoires connectés produits et vendus par Microsoft.
Elle comprend plusieurs séries d'appareils : des tablettes sous Windows (les Surface, Surface Go, Surface Pro et Surface Pro X), des ordinateurs portables (les Microsoft Surface Laptop), des ordinateurs 2 en 1 (les Surface Book), des écrans de présentation (les Surface Hub), des ordinateurs tout-en-un (les Surface Studio), un ordinateur à deux écrans (le Surface Neo) et un smartphone Android à deux écrans (le Surface Duo), ainsi que plusieurs accessoires connectés comme les casques Surface Headphones, les écouteurs Surface Earbuds, les souris Surface Arc Mouse, etc.
Ces appareils sont fabriqués par Pegatron[réf. souhaitée].

## Développement et histoire
La première génération de tablette a été présentée le 18 juin 2012 avec deux versions de Surface : Surface RT et Surface Pro. Annoncée par le PDG de Microsoft, Steve Ballmer, au Milk Studios de Los Angeles, la sortie de ces produits est une véritable surprise. L'objectif de Surface serait de concilier le meilleur de la tablette et du PC. Il s'agit d'un outil qui peut à la fois servir au divertissement et au travail, à la consommation de contenus et à la création.
Un an plus tard, le 23 septembre 2013, une deuxième génération voit le jour avec : Surface 2 et Surface Pro 2. Elles sont commercialisées à partir du 22 octobre.
Fin 2012, des rumeurs suggèrent que Microsoft développerait également une version 7 pouces de sa tablette destinée aux jeux vidéo.
C'est pourquoi, lorsque la firme qualifie son annonce du 20 mai 2014 de « petit événement », beaucoup de personnes croient d'abord à la présentation d'une « Surface mini ». C'est pourtant la Surface Pro 3 qui est annoncée. Dotée d'un nouveau design : plus grande, plus légère et plus puissante ; cette nouvelle tablette annonce une génération beaucoup plus attrayante chez la gamme Surface, face à des ventes jusque là très peu convaincantes. Elle sera commercialisée en France à partir du 28 août 2014. Suivra ensuite le 31 mars 2015, la Surface 3 également beaucoup mieux équipée que ses les versions précédentes, commercialisée à partir du 7 mai 2015. Il s'agit de la première Surface non "Pro" à disposer d'un processeur x86 et donc de Windows 8.1 en version non "RT"[réf. nécessaire].
Avec la sortie de la troisième génération, toutes les tablettes de la gamme utilisent maintenant des processeurs Intel 32 ou 64 bits et sont compatibles avec Windows 10. Les deux premières générations, à l'exception des séries Pro, utilisaient des processeurs ARM avec le système d'exploitation Windows RT, ce qui les rend incompatibles avec les logiciels classiques Windows et avec la migration vers Windows 10. Toutefois, elles sont éligibles à une mise à jour, disponible depuis le mois de septembre 2015,, ajoutant de nouvelles fonctionnalités issues Windows 10 (comme le menu démarrer).
Le 6 octobre 2015, la Surface Pro 4 est annoncée pour représenter la quatrième génération, qui sortira le 26 octobre 2015. Annoncé en même temps, le Surface Book est lui un véritable PC portable (avec écran tactile détachable) doté de processeurs et cartes graphiques plus puissants, destiné à un marché très haut de gamme et à la recherche de performances.
Le 26 octobre 2016, le Surface Studio est présenté pour la première fois. Il s'agit du premier ordinateur de bureau conçu par Microsoft. Doté d'une configuration très performante, cet ordinateur de bureau destiné aux créateurs possède un écran inclinable en mode chevalet. Ce dernier est entièrement compatible avec le Surface Pen[réf. nécessaire].

## Commercialisation
Surface RT a été commercialisée le 26 octobre 2012. Surface Pro a été commercialisée le 9 février 2013 aux États-Unis et le 17 mai 2013 en France.
En juillet 2013, alors qu'on estime que Microsoft a vendu 900 000 tablettes Surface (pour un marché mondial de 49 millions d'unités), Microsoft annonce une baisse du prix de la Surface de 30 %, ce qui affecte immédiatement les résultats de la firme.
La Surface 2 RT et la Surface Pro 2 sont disponibles depuis le 22 octobre 2013, sur le Microsoft Store et chez d'autres revendeurs, physiques ou sur le web.
En 2015, la stratégie prise avec la Surface Pro 3 puis avec la Surface 3 s'avère plutôt payante puisque les résultats de vente de ces 2 produits sont très encourageants. Ce retournement de situation montre bien pour Microsoft l'échec de son système Windows RT, qui est définitivement abandonné.
Le 21 janvier 2015, Microsoft annonce la commercialisation prochaine de Surface Hub, écran tactile sous Windows 10 destiné aux salles de réunions et vidéoconférences. Surface Hub est commercialisé à partir du 1er juillet 2015. Microsoft propose un modèle 55 pouces avec définition full HD ainsi qu'un modèle 84 pouces avec définition 4K.

## Séries d'appareils
La famille Surface est donc divisée en plusieurs gammes majeures.

### Ordinateurs
- La gamme Microsoft Surface Laptop, une série d'ordinateurs ultraportables avec un écran de 13,5 pouces (34,29 cm) tactile. L'appareil faisait sur la première génération tourner Windows 10 S par défaut (avec possibilité de passer sur le Windows 10 Pro[14]). Depuis la deuxième génération, il fait tourner Windows 10 Home[15].
- La gamme Surface Book, une série d'ordinateurs ultraportables avec un écran de tablette détachable. Le stylo numérique fonctionne aussi sur cet appareil.
- La gamme Surface Studio, une série d'ordinateurs de bureau tout-en-un, qui peuvent être ajustés pour faire comme une table numérique supportant le stylo numérique ainsi que le Surface Dial.

### Tablettes
- La gamme de tablettes hybrides, appelée Surface, avec un clavier détachable, et un stylo numérique en option. Le dernier modèle, la Surface Go, utilise un processeur Soc Intel Pentium Gold 4415Y.
- La gamme Surface Go
- La gamme des tablettes hybrides professionnelles, appelée Surface Pro, a aussi un clavier détachable, et un stylo numérique, Le dernier modèle de Surface Pro propose deux options : un processeur de 12e génération ou bien un processeur ARM.
- La gamme Surface Pro X

### Smartphones
- La gamme Surface Duo, une tablette à double écran proche d'un smartphone, profitant du système d'exploitation mobile Google Android (commercialisée depuis septembre 2020, et depuis octobre 2021 pour la deuxième version)

### Autres
- La gamme Surface Hub, un tableau interactif tactile conçu pour la collaboration en entreprise.
- La gamme Surface Neo, un ordinateur double écran (aussi caractérisé comme tablette PC à deux écrans), ayant la possibilité d'aimanter un clavier sur une partie d'un des écrans (projet abandonné)
- La gamme Surface Headphones
- La gamme Surface Earbuds

## Appareils et caractéristiques
Les deux tablettes Surface RT et Surface Pro utilisent le même design noir avec un pied repliable à l'arrière et un écran 16:9 de 10,6 pouces (27 cm) de type ClearType HD (ClearType Full HD pour la surface Pro). De plus, les deux tablettes sont équipées de ports USB plein format (norme 2.0 pour la Surface RT et 3.0 pour la Surface Pro) ainsi que d'un port microSDXC.

### Surface RT
- Système d’exploitation Windows 8 RT utilisant une architecture ARM.
- Écran 1366 x 768 pixels, avec tactile multi-touch 5 points [16].
- Processeur NVidia T30 (4 cœurs à 1,3 GHz doté de 1 Mo de cache), 2 Go de RAM [17],[18]
- Connectique vidéo : Micro HD Vidéo.
- Capacité de stockage configurable : 32 ou 64 Go.
- Poids 676 g, épaisseur 9,3 mm.

La Surface RT n'est plus commercialisée depuis fin 2014.

### Surface Pro
- Système d’exploitation Windows 8 Pro utilisant un processeur 32 ou 64 bits.
- Écran 1920 x 1080 pixels, avec multi-touch 10 points.
- Processeur Intel Core i5 3317U de 3e génération (2 cœurs physiques possédant chacune 2 unités d'exécution à 1,7 GHz et fréquence turbo maximum à 2,6 GHz ainsi que 3 Mo de cache) avec 4 Go de mémoire RAM DDR3[19],[20]
- Poids 907 g, épaisseur 13,5 mm.
- Connectique vidéo : Mini DisplayPort.
- Capacité de stockage configurable : 64 ou 128 Go.

### Surface 2
- Système d’exploitation Windows 8.1 RT utilisant une architecture ARM.
- Écran 1920 x 1080 pixels de 10,6", avec multi-touch 5 points
- Processeur nVidia Tegra 3 et 4 et 2 Go de RAM
- Poids 676 g, épaisseur 8,9 mm
- Connectique vidéo MicroHDMI
- Stockage 32 Go ou 64 Go

### Surface Pro 2
- Système d’exploitation Windows 8.1 Pro utilisant un processeur 32 ou 64 bits.
- Écran 1920×1080 de 10,6" avec multi-touch 10 points et support d'un stylet actif Wacom (inclus) à 1024 niveaux de pression
- Processeur Intel Core i5 (deux versions)
  - premiers modèles de Surface Pro 2 en i5-4200U
  - dernière génération de Surface Pro 2 en i5-4300U
- 4 Go de RAM et 64/128 Go de SSD ou 8 Go de RAM et 256/512 Go de SSD
- Connectique vidéo Mini DisplayPort
- Poids 907 g, épaisseur 13,46 mm

### Surface 3
Sortie le 7 mai 2015, cette version apporte les fonctionnalités suivantes :
- Système d’exploitation Windows 8.1 avec mise à jour gratuite vers Windows 10 Famille utilisant un processeur 32 ou 64 bits.
- Écran 1920×1280 de 10,8" avec multi-touch 10 points et support d'un stylet actif N-Trig (non inclus) à 256 niveaux de pression
- Processeur Intel Atom x7 Z8700
- 2 Go de RAM et 64 Go de eMMC ou 4 Go de RAM et 128 Go de eMMC
- Connectique vidéo Mini DisplayPort
- Poids 622 g, épaisseur 8,7 mm

### Surface Pro 3
Sortie le 28 août 2014, elle apporte les fonctionnalités suivantes :
- Système d’exploitation Windows 8.1 Pro utilisant un processeur 32 ou 64 bits.
- Écran 2160 x 1440 pixels, 12 pouces.
- Processeur Intel Core M3, Intel Core i3, Intel Core i5, Intel Core i7
- avec 4 ou 8 Go de mémoire RAM
- Poids 800 g sans clavier, épaisseur 9,1 mm.
- Connectique vidéo : Mini DisplayPort.
- Capacité de stockage configurable : 64, 128 ou 256 Go.
- Stylet avec 256 niveaux de pression.

### Surface Pro 4
Annoncé le 6 octobre 2015 pour une sortie en novembre 2015. Cette nouvelle version est plus fine et plus grande que la version précédente et exploite les processeurs Intel Skylake. Le stylet supporte 1024 niveaux de pression et une gomme y est ajoutée.
La Surface Pro 4 dispose :
- Système d'exploitation Windows 10 Pro.
- Processeur Intel Core M3, i5 et i7 de 6e génération.
- Extérieur dispose d'un châssis en magnésium, d'une couleur argenté, des boutons physiques: Volume et Marche/Arrêt.
- Des dimensions suivantes : 292,10 mm x 201,42 mm x 8,45 mm.
- Suivants le choix du client, la Surface Pro 4 peut se doter des cartes graphiques suivantes selon le processeur choisi:
  - m3 : carte graphique Intel HD 515
  - i5 : carte graphique Intel HD 520
  - i7 : carte graphique Intel Iris
- Écran bénéfice de la technologie PixelSense de 12,3 pouces. D'une résolution de 2 736 × 1 824 (267 ppp). D'un format d'image de 3:2. Et d'une interface tactile multipoint 10 points.
- La Surface Pro 4 peut avoir de 128 Go de stockage à 1 To.
- Une autonomie de 9 heures.
- La masse de la Surface Pro 4[25] peut aller de 766 à 786 grammes. Diffère selon le processeur choisi.
- Elle dispose également de 4 à 16 Go de mémoire RAM.
- Les ports sont les suivants: USB 3.0, lecteur de carte microSD, prise de casque, Mini Display Port, porte clavier Cover et de Surface Connect.
- Les caméras sont: à l'avant HD de 5 mégapixels, avec la technologie de reconnaissance Windows Hello ; à l'arrière HD de 8 mégapixels avec mise au point automatique, avec enregistrement vidéo HD 1080p.

Le clavier Type Cover a été amélioré, espace entre les touches agrandi, track pad agrandi également de 40%, clavier rétroéclairé. Compatible avec la Surface Pro 3.Quand le Type Cover est replié, les touches sont désactivées évitant instant une saisie accidentelle et permet de protéger la tablette. Quand celui est refermé sur l'écran, il protège l'écran de rayures et etc. La Surface Pro 4 dispose d'un système watercooling (refroidissent à eau). Le modèle équipé d'un Core M3 se passe même de ventilateur.
Début 2017, la presse laisse entendre que la Surface Pro 5, attendue pour la fin du premier trimestre et équipée de processeurs Kaby Lake à très faible dissipation, se passerait également de ventilateur, d'où confort auditif et autonomie tous deux améliorés.

### Surface Pro (2017)
Cette version est vendue sans le stylet.

### Surface Book
Le 6 octobre 2015, Microsoft a dévoilé un ordinateur détachable 2-en-1 d'un nouveau genre : la Surface Book, le premier ordinateur de l'histoire de la société, commercialisée comme un ordinateur portable. L'ordinateur dispose d'un design en forme de larme et une charnière avec un "point d'appui dynamique", qui déplace le centre de gravité de sorte que la partie supérieure de l'écran (surnommé le « presse-papier ») soit plus stable quand il est attaché à la partie inférieure du clavier. Un autre aspect de l'ordinateur est l'intégration d'une carte graphique « discrète », qui est disponible sur certains modèles. Celle-ci est contenue dans le clavier, qui peut être détaché pendant l'alimentation de l'ordinateur, ce qui provoque l'utilisation de la carte graphique intégrée dans l'ordinateur lui-même.

### Surface Hub
Le 21 janvier 2015, Microsoft introduit une nouvelle catégorie d'appareils dans la famille Surface : la Surface Hub. La Surface Hub est un écran tactile et multi-point de 55 pouces ou 84 pouces qui cible les entreprises pour la collaboration et la visioconférence. Une variante de Windows 10 est exécutée sur l'écran,.

### Surface Studio
Microsoft a officialisé son premier All-in-One le 26 octobre 2016 : Le Surface Studio. Ce nouvel appareil est un ordinateur de bureau doté d'un écran de 28 pouces (71,12 cm) tactile conçu pour les créatifs, en particulier aux designers. Cette machine compatible avec le Surface Pen et le nouveau Surface Dial embarque Windows 10 Pro.
Techniquement, le Surface Studio embarque la configuration suivante :
- Système d'exploitation Windows 10 Pro.
- Processeur Intel Core i5 ou i7 de 6e génération (Quad-Core)
- 8, 16 ou 32 Go de RAM
- Écran 28 pouces (71,12 cm) PixelSense 4500*3000 (192 DPI) Multitouch 10 points
- Une carte graphique dédiée NVIDIA GeForce GTX 965M avec 2 Go de VRAM ou GTX 980M avec 4 Go de VRAM
- Un SSD et un HDD dans une des combinaisons suivantes :
  - SSD 64 Go et HDD de 1 To
  - SSD 128 Go et HDD 1 To
  - SSD 128 Go et HDD 2 To
- 4 ports USB 3.0
- 1 port SD de taille normale
- 1 Mini Displayport
- 1 prise jack 3,5 mm
- Caméras
  - 1 caméra frontale de 5.0MP compatible avec Windows Hello
  - 1 Caméra 1080p HD
- 2 microphones
- Enceintes 2.1 Dolby Audio Premium
- Wi-Fi 802.11ac et Bluetooth 4.0

La RAM, les processeur centraux (CPU) et graphiques (GPU) sont soudés à la carte mère, mais les disques peuvent évoluer.
La particularité de cet appareil réside dans sa charnière capable de pivoter de façon à adopter la forme d'un chevalet. L'utilisateur peut ainsi interagir avec l'écran directement avec son doigt, le Surface Pen ou le Surface Dial.

### Surface Go
Microsoft a dévoilé la Surface Go en juillet 2018 pour une disponibilité le 28 août 2018 en France. Avec son écran d'une diagonale de 10 pouces (25,4 cm), il s'agit de la tablette Surface de Microsoft la plus démocratique du marché. Alors que beaucoup attendaient sa venue sous Windows 10 avec une puce ARM, elle embarque un processeur Intel Pentium Gold. Voici ses spécifications techniques :
- Système d'exploitation :Windows 10 Home en mode S
- Processeur : Processeur Intel Pentium Gold 4415Y
- Écran : 10 pouces (25,4 cm) PixelSense 1800×1200 (217 dpi)
- Mémoire vive : 4 ou 8 Go de RAM
- Stockage : 64 Go ou 128 Go SSD
- Ports : 1 x USB-C, prise casque jack de 3,5 mm, port Surface Connect, port clavier Type Cover pour Surface, lecteur de carte microSDXC
- Poids : 522 g

## Accessoires

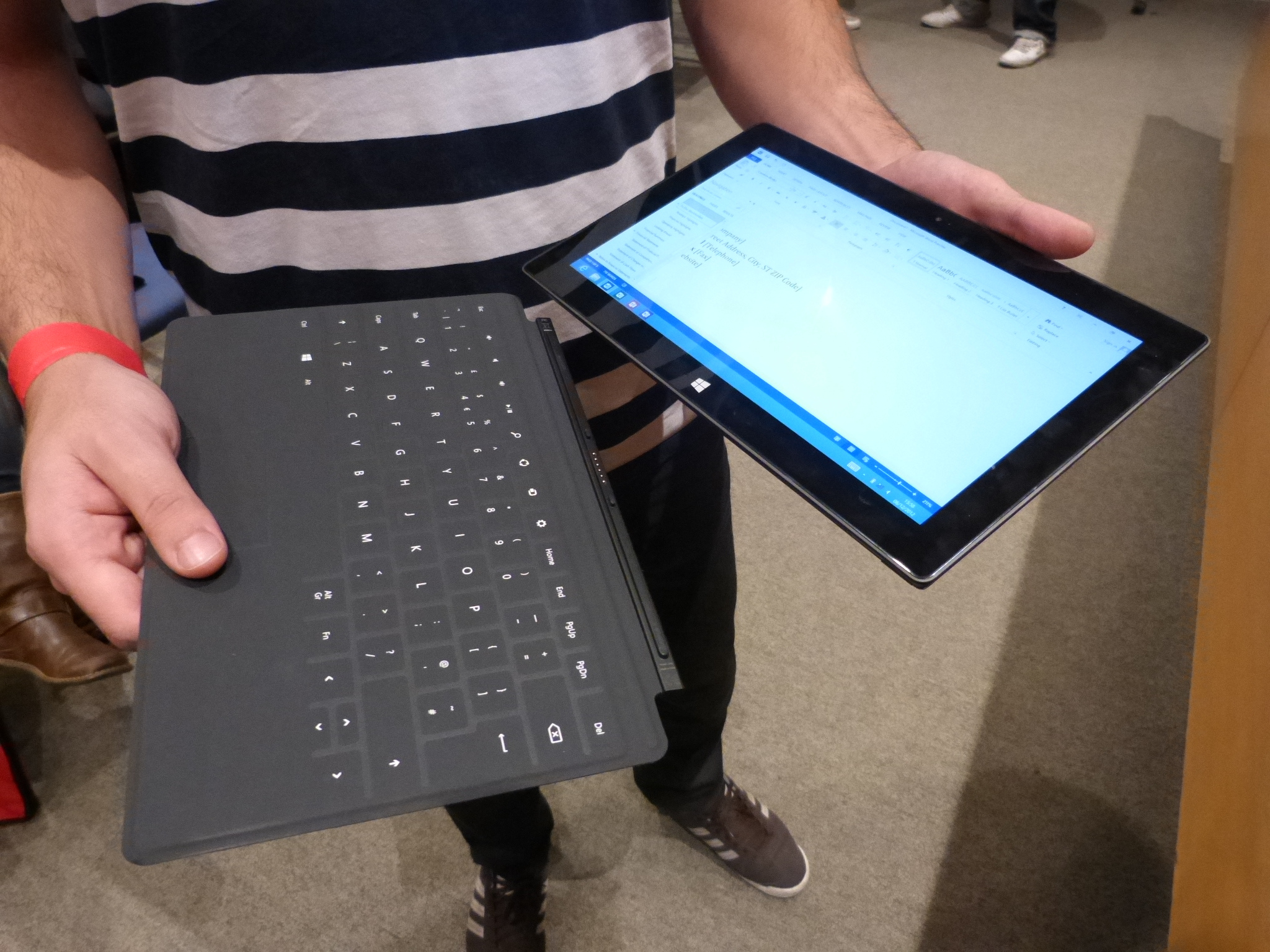
Le clavier détachable du Microsoft Surface.

### Clavier
Avec la sortie de la première génération, Microsoft a présenté deux types de clavier : « Touch Cover » et « Type Cover ». Les deux claviers peuvent s'attacher à l'ordinateur en utilisant une bande magnétique qui se positionne contre une bande magnétique se situant au bas de l'ordinateur. Le clavier fait office de protection quand celui-ci est fermé. Le clavier Touch Cover offre un pavé tactile multi-touch, un gyroscope et un accéléromètre permettant de désactiver les touches quand le clavier est abaissé. Le clavier Type Cover comporte 80 capteurs tactile et de pression.
Avec la deuxième génération, le clavier de type Touch Cover 2 a été annoncé avec une augmentation du nombre de capteurs sensoriels, soit un total 1092 capteurs et l'ajout de touches rétroéclairées, tout en réduisant l'épaisseur des touches de 0,5 mm comparées à la génération précédente.
Également, elle supporte de nouvelles gestuelles tout en étant compatible sur la première génération de Surface.

### Stylet
Les tablettes possèdent un stylet qui permet aux utilisateurs, d'écrire sur l'écran. Le stylet pour la Surface Pro et Surface Pro 2 utilise une technologie Wacom, tandis que celui de la génération suivante, la Surface 3 et Surface Pro 3, propose un stylet exploitant la technologie N-trig. Le stylet a été spécialement conçu pour minimiser le temps de latence, d'éliminer les problèmes de parallaxe (qui se produisent lorsque la pointe touche l'écran et que le point n'est pas placé au bon endroit) et de fournir une expérience utilisateur plus naturelle : comme une plume sur papier.
La Surface dispose de la « Palm Rejection » qui permet à l'utilisateur de reposer sa main sur l'écran tout en utilisant le stylet (et ainsi éviter une entrée non désirée).

### Station d'accueil
Il existe divers stations d'accueil, qui sont des accessoires optionnels et non inclus. Ils ajoutent des ports USB, des ports audios, un port Gigabit Ethernet et un connecteur Mini DisplayPort supplémentaires.

### Autres
De nombreux autres accessoires sont destinés à la Surface. On peut citer le Microsoft Wireless Display Adapter pour permettre la projection d'un écran en mode Miroir avec la technologie Miracast. Microsoft a lancé un adapteur AV vers HD qui fonctionne avec un port micro-HDMI vers HDMI à destination des premières et deuxièmes générations et un autre adapteur VGA vers micro-HDMI.
Pour la première génération, un cordon d'alimentation de 32 watts était inclus, et pour la deuxième génération, une puissance de 48 watts avec un port de recharge USB et voyant d'indication. Pour la troisième génération, le cordon possède un connecteur plus fin et une puissance réduite de 36 watts. La Surface 3 a été lancée avec un autre cordon utilisant un connecteur micro-USB et une puissance de 13 watts.
Deux adapteurs Ethernet ont vu le jour avec la gamme Pro, ainsi qu'un adapteur Ethernet pour USB 2.0 (avec un débit de 100 Mbit/s) et un adapteur Ethernet pour USB 3.0 (avec un débit de 1 Gbit/s).
Deux souris ont été mises en vente par Microsoft : Wedge Touch et Arc Touch.

## Comparaison des modèles

### Microsoft Surface
| Modèles                       | Modèles                       | Surface (première génération) | Surface 2               | Surface 3,              |
| Date de l'annonce             | Date de l'annonce             | juin 2012                     | octobre 2013            | mars 2015               |
| Système d'exploitation        | Système d'exploitation        | Surface (première génération) | Surface 2               | Surface 3               |
| Version                       | Pré-installé                  | Windows RT 8.0                | Windows RT 8.1          | Windows 8.1             |
| Version                       | Dernière version supportée    | Windows RT 8.1                | Windows RT 8.1          | Windows 10              |
| Spécifications physiques      | Spécifications physiques      | Surface (première génération) | Surface 2               | Surface 3               |
| Dimensions cm (in)            | Hauteur                       | 17,2 cm                       | 17,3 cm                 | 18,7 cm                 |
| Dimensions cm (in)            | Largeur                       | 27,46 cm                      | 27,5 cm                 | 26,7 cm                 |
| Dimensions cm (in)            | Profondeur                    | 0,94 cm                       | 0,89 cm                 | 0,87 cm                 |
| Poids g (lb)                  | Poids g (lb)                  | 680 g                         | 680 g                   | 622 g                   |
| Mémoire                       | Mémoire                       | Surface (première génération) | Surface 2               | Surface 3               |
| Espace de stockage interne Go | Espace de stockage interne Go | 32/64                         | 32/64                   | 64/128                  |
| RAM Go                        | RAM Go                        | 2                             | 2                       | 2/4                     |
| Mémoire extensible            | Mémoire extensible            | MicroSD, jusqu'à 200 Go       | MicroSD, jusqu'à 200 Go | MicroSD, jusqu'à 200 Go |
| Affichage                     | Affichage                     | Surface (première génération) | Surface 2               | Surface 3               |
| Aspect ratio                  | Aspect ratio                  | 16:9                          | 16:9                    | 3:2                     |
| Taille de la dalle cm (in)    | Taille de la dalle cm (in)    | 26,9 cm                       | 26,9 cm                 | 27,4 cm                 |
| Densité des pixels ppi        | Densité des pixels ppi        | 148                           | 208                     | 214                     |
| Résolution px                 | Résolution px                 | 1366×768                      | 1920×1080               | 1920×1280               |
| Technologies                  | Technologies                  | LCD                           | LCD                     | LCD                     |
| SoC                           | SoC                           | Surface (première génération) | Surface 2               | Surface 3               |
| SoC                           | SoC                           | Nvidia Tegra 3 (T30)          | Nvidia Tegra 4          | Intel Atom x7-Z8700     |
| Batterie                      | Batterie                      | Surface (première génération) | Surface 2               | Surface 3               |
| Capacité Wh                   | Capacité Wh                   | 31.5                          |                         |                         |
| Technologies                  | Technologies                  | Lithium-ion                   | Lithium-ion             | Lithium-ion             |
| Caméras                       | Caméras                       | Surface (première génération) | Surface 2               | Surface 3               |
| Caméra frontale               | Mégapixels                    | 3.5                           | 3.5                     | 3.5                     |
| Caméra frontale               | Résolution                    | HD (1280×720)                 | FHD (1920×1080)         | FHD (1920×1080)         |
| Caméra arrière                | Mégapixels                    | 5.0                           | 5.0                     | 8.0                     |
| Caméra arrière                | Résolution                    | HD (1280×720)                 | FHD (1920×1080)         | FHD (1920×1080)         |
| Capteurs                      | Capteurs                      | Surface (première génération) | Surface 2               | Surface 3               |
| Détecteur de lumière ambiante | Détecteur de lumière ambiante | Oui                           | Oui                     | Oui                     |
| Accéléromètre                 | Accéléromètre                 | Oui                           | Oui                     | Oui                     |
| Gyroscope                     | Gyroscope                     | Oui                           | Oui                     | Oui                     |
| GPS                           | GPS                           | Non                           | Cellulaire uniquement   | Cellulaire uniquement   |
| Magnétomètre                  | Magnétomètre                  | Oui                           | Oui                     | Oui                     |
| Détecteur de proximité        | Détecteur de proximité        | Non                           | Oui                     | Oui                     |
| Nombre de microphones         | Nombre de microphones         | 1                             | 2                       | 2                       |
| Connectivité                  | Connectivité                  | Surface (première génération) | Surface 2               | Surface 3               |
| Connecteur audio-vidéo        | Connecteur audio-vidéo        | 3,5 mm audio socket           | 3,5 mm audio socket     | 3,5 mm audio socket     |
| Connecteur audio-vidéo        | Connecteur audio-vidéo        | Micro HDMI                    | Micro HDMI              | Mini DisplayPort        |
| Bluetooth                     | Bluetooth                     | 4.0                           | 4.0                     | 4.0                     |
| Cellulaire                    | Cellulaire                    | Optionnel                     | Optionnel               | Optionnel               |
| USB                           | USB                           | 2.0                           | 3.0                     | 3.0                     |
| Wi-Fi                         | Wi-Fi                         | 802.11 a/b/g/n                | 802.11 a/b/g/n          | 802.11 a/b/g/n/ac       |
| Autres                        | Autres                        | Surface (première génération) | Surface 2               | Surface 3               |
| Stylet                        | Stylet                        | Non                           | Non                     | Stylet actif N-Trig     |
| TPM                           | TPM                           | Oui                           | Non                     | Oui                     |
| Modèles                       | Modèles                       | Surface (première génération) | Surface 2               | Surface 3               |

### Microsoft Surface Pro
| Modèles                                      | Modèles                                      | Surface Pro                    | Surface Pro 2               | Surface Pro 3                                      | Surface Pro 4                                     |
| Date de l'annonce                            | Date de l'annonce                            | Février 2013                   | Octobre 2013                | Juin 2014                                          | Octobre 2015                                      |
| Système d'exploitation                       | Système d'exploitation                       | Surface Pro                    | Surface Pro 2               | Surface Pro 3                                      | Surface Pro 4                                     |
| Version                                      | Pré-installé                                 | Windows 8 Pro                  | Windows 8.1 Pro             | Windows 8.1 Pro                                    | Windows 10 Pro                                    |
| Version                                      | Dernière version supportée                   | Windows 10 Pro                 | Windows 10 Pro              | Windows 10 Pro                                     | Windows 10 Pro                                    |
| Spécifications physiques                     | Spécifications physiques                     | Surface Pro                    | Surface Pro 2               | Surface Pro 3                                      | Surface Pro 4                                     |
| Dimensions cm                                | Hauteur                                      | 17,3 cm                        | 17,3 cm                     | 20,1 cm                                            | 20,1 cm                                           |
| Dimensions cm                                | Largeur                                      | 27,5 cm                        | 27,5 cm                     | 29,0 cm                                            | 29,2 cm                                           |
| Dimensions cm                                | Profondeur                                   | 1,35 cm                        | 1,35 cm                     | 0,91 cm                                            | 0,84 cm                                           |
| Poids g                                      | Poids g                                      | 910 g                          | 900 g                       | 800 g                                              | 766 g                                             |
| Mémoire                                      | Mémoire                                      | Surface Pro                    | Surface Pro 2               | Surface Pro 3                                      | Surface Pro 4                                     |
| Espace de stockage interne                   | Capacité Go                                  | 64/128/256                     | 64/128/256/512              | 64/128/256/512                                     | 128/256/512/1024                                  |
| Espace de stockage interne                   | Type                                         | mSATA SSD                      | mSATA SSD                   | mSATA SSD                                          | PCIe                                              |
| RAM                                          | Capacité Go                                  | 4                              | 4/8                         | 4/8                                                | 4/8/16                                            |
| RAM                                          | speed MHz                                    | 1600                           | 1600                        | 1600                                               | 1600                                              |
| RAM                                          | Type                                         | DDR3                           | DDR3                        | LPDDR3                                             | LPDDR3                                            |
| Mémoire extensible                           | Mémoire extensible                           | MicroSD, jusqu'à 200 Go        | MicroSD, jusqu'à 200 Go     | MicroSD, jusqu'à 200 Go                            | MicroSD, jusqu'à 200 Go                           |
| Affichage                                    | Affichage                                    | Surface Pro                    | Surface Pro 2               | Surface Pro 3                                      | Surface Pro 4                                     |
| Aspect ratio                                 | Aspect ratio                                 | 16:9                           | 16:9                        | 3:2                                                | 3:2                                               |
| Taille de la dalle cm                        | Taille de la dalle cm                        | 27,0 cm                        | 27,0 cm                     | 30,0 cm                                            | 31,2 cm                                           |
| Densité des pixels ppi                       | Densité des pixels ppi                       | 208                            | 208                         | 216                                                | 267                                               |
| Résolution px                                | Résolution px                                | 1920×1080                      | 1920×1080                   | 2160×1440                                          | 2736×1824                                         |
| Technologies                                 | Technologies                                 | LCD                            | LCD                         | LCD                                                | LCD                                               |
| CPU et GPU                                   | CPU et GPU                                   | Surface Pro                    | Surface Pro 2               | Surface Pro 3                                      | Surface Pro 4                                     |
| Génération                                   | Génération                                   | Intel 3e génération Ivy Bridge | Intel 4e generation Haswell | Intel 4e generation Haswell                        | Intel 6e génération Skylake                       |
| Modèle de processeur                         | Modèle de processeur                         | i5-3317U                       | i5-4200U i5-4300U           | i3-4020Y i5-4300U i7-4650U                         | M3-6Y30 i5-6300U i7-6650U                         |
| Fréquence de base et en turbo GHz            | Fréquence de base et en turbo GHz            | 1.7–2.6                        | 1.6–2.6 1.9–2.9             | 1.5–n/a 1.9–2.9 1.7–3.3                            | 0.9-2.2 2.4-3.0 2.2-3.4                           |
| Taille du cache CPU Mo                       | Taille du cache CPU Mo                       | 3                              | 3                           | 3 4                                                | 4 3 4                                             |
| Intel HD Graphics et Iris Graphics           | Intel HD Graphics et Iris Graphics           | HD Graphics 4000               | HD Graphics 4400            | HD Graphics 4200 HD Graphics 4400 HD Graphics 5000 | HD Graphics 515 HD Graphics 520 Iris Graphics 540 |
| [Enveloppe thermique\|TDP] watts             | [Enveloppe thermique\|TDP] watts             | 17                             | 15                          | 11.5 15                                            | 4.5 15                                            |
| Batterie                                     | Batterie                                     | Surface Pro                    | Surface Pro 2               | Surface Pro 3                                      | Surface Pro 4                                     |
| Capacité Wh                                  | Capacité Wh                                  | 42                             | 42                          | 42                                                 | 38.2                                              |
| Temps avec un usage intensif du Wi-Fi heures | Temps avec un usage intensif du Wi-Fi heures |                                |                             | 9                                                  |                                                   |
| Technologies                                 | Technologies                                 | Lithium-ion                    | Lithium-ion                 | Lithium-ion                                        | Lithium-ion                                       |
| Caméras                                      | Caméras                                      | Surface Pro                    | Surface Pro 2               | Surface Pro 3                                      | Surface Pro 4                                     |
| Caméra frontale                              | Mégapixels                                   | 1.2                            | 1.2                         | 5                                                  | 5                                                 |
| Caméra frontale                              | Résolution vidéo                             | HD (1280×720)                  | HD (1280×720)               | FHD (1920×1080)                                    | FHD (1920×1080)                                   |
| Caméra arrière                               | Mégapixels                                   | 1.2                            | 1.2                         | 5                                                  | 8                                                 |
| Caméra arrière                               | Résolution vidéo                             | HD (1280×720)                  | HD (1280×720)               | FHD (1920×1080)                                    | FHD (1920×1080)                                   |
| Capteurs                                     | Capteurs                                     | Surface Pro                    | Surface Pro 2               | Surface Pro 3                                      | Surface Pro 4                                     |
| Détecteur de lumière ambiante                | Détecteur de lumière ambiante                | Oui                            | Oui                         | Oui                                                | Oui                                               |
| Accéléromètre                                | Accéléromètre                                | Oui                            | Oui                         | Oui                                                | Oui                                               |
| Gyroscope                                    | Gyroscope                                    | Oui                            | Oui                         | Oui                                                | Oui                                               |
| GPS                                          | GPS                                          | Non                            | Non                         | Non                                                | Non                                               |
| Magnétomètre                                 | Magnétomètre                                 | Oui                            | Oui                         | Oui                                                | Non                                               |
| Nombre de microphones                        | Nombre de microphones                        | 2                              | 2                           | 2                                                  | 2                                                 |
| Connectivité                                 | Connectivité                                 | Surface Pro                    | Surface Pro 2               | Surface Pro 3                                      | Surface Pro 4                                     |
| Connecteur audio-vidéo                       | Connecteur audio-vidéo                       | 3,5 mm audio socket            | 3,5 mm audio socket         | 3,5 mm audio socket                                | 3,5 mm audio socket                               |
| Connecteur audio-vidéo                       | Connecteur audio-vidéo                       | Mini DisplayPort               |                             |                                                    |                                                   |
| Bluetooth                                    | Bluetooth                                    | 4.0                            | 4.0 LE                      | 4.0 LE                                             | 4.0 LE                                            |
| Cellulaire                                   | Cellulaire                                   | Non                            | Non                         | Non                                                | Non                                               |
| Wi-Fi                                        | Wi-Fi                                        | 802.11 a/b/g/n                 | 802.11 a/b/g/n              | 802.11 a/b/g/n/ac                                  | 802.11 a/b/g/n/ac                                 |
| Autres                                       | Autres                                       | Surface Pro                    | Surface Pro 2               | Surface Pro 3                                      | Surface Pro 4                                     |
| Stylet                                       | Stylet                                       | Wacom (Stylet passif)          | Wacom (Stylet passif)       | N-trig (Stylet actif)                              | N-trig (Stylet actif)                             |
| TPM                                          | TPM                                          | Non                            | Oui                         | Oui                                                | Oui                                               |
| Modèles                                      | Modèles                                      | Surface Pro                    | Surface Pro 2               | Surface Pro 3                                      | Surface Pro 4                                     |

## Controverses
En août 2017, Consumer Reports, la plus grosse association de consommateurs des États-Unis, a enquêté sur 90 000 possesseurs de tablette ou d'ordinateur Microsoft Surface et constaté un taux de panne d'environ 25 % dans les deux ans suivant l'achat, principalement des plantages, des extinctions soudaines et des problèmes avec l'écran tactile. Face à ces résultats, elle a retiré ces produits de sa liste de recommandations. Microsoft a contesté ce chiffre en invoquant un taux de retours et d'assistance technique significativement plus faible.